# Рибела, Леандро
Леандро Рибела (порт. Leandro Ribela; род. 22 марта 1980, Сан-Паулу) — бразильский лыжник и биатлонист, участник Олимпийских игр в Ванкувере.

## Карьера лыжника
В Кубке мира Рибела никогда не выступал. Имеет на своём счету ряд стартов в рамках Альпийского Кубка, Славянского Кубка, Балканского Кубка и Скандинавского Кубка, лучший результат в них 16-е место в гонке на 10 км свободным ходом, в рамках Балканского Кубка.
На Олимпиаде-2010 в Ванкувере занял 90-е место в гонке на 15 км свободным стилем.
За свою карьеру принимал участие в трёх чемпионатах мира, лучший результат 106-е места в спринтах на чемпионатах мира 2009 и 2011 годов.

## Карьера биатлониста
Принимал участие в чемпионате Европы 2007 года, где был 61-м в индивидуальной гонке и 66-м в спринте. В чемпионатах мира и этапах Кубка мира никогда не участвовал.